# Your Love (9PM)
Your Love (9PM) is een nummer van de Duitse dj ATB, de Duitse dj Topic en de Zweedse zanger en dj A7S uit 2021. Het nummer is gebaseerd op een sample uit ATB's danceklassieker 9 PM (Till I Come), die gedurende het hele nummer aanwezig is.
"Your Love (9PM)" werd in diverse landen een hit. In sommige landen was het zelfs succesvoller dan het origineel. Bijvoorbeeld in Duitsland, het thuisland van ATB en Topic, waar het de 8e positie bereikte. Minder succesvol was het in A7S' thuisland Zweden met een 69e positie. In het Nederlandse taalgebied was het wel weer succesvol; met een 12e positie in de Nederlandse Top 40 en een 17e in de Vlaamse Ultratop 50.

## Hitnoteringen

### Nederlandse Top 40
| Hitnotering: 30-01-2021 t/m 26-06-2021 | Hitnotering: 30-01-2021 t/m 26-06-2021 | Hitnotering: 30-01-2021 t/m 26-06-2021 | Hitnotering: 30-01-2021 t/m 26-06-2021 | Hitnotering: 30-01-2021 t/m 26-06-2021 | Hitnotering: 30-01-2021 t/m 26-06-2021 | Hitnotering: 30-01-2021 t/m 26-06-2021 | Hitnotering: 30-01-2021 t/m 26-06-2021 | Hitnotering: 30-01-2021 t/m 26-06-2021 | Hitnotering: 30-01-2021 t/m 26-06-2021 | Hitnotering: 30-01-2021 t/m 26-06-2021 | Hitnotering: 30-01-2021 t/m 26-06-2021 | Hitnotering: 30-01-2021 t/m 26-06-2021 | Hitnotering: 30-01-2021 t/m 26-06-2021 | Hitnotering: 30-01-2021 t/m 26-06-2021 | Hitnotering: 30-01-2021 t/m 26-06-2021 | Hitnotering: 30-01-2021 t/m 26-06-2021 | Hitnotering: 30-01-2021 t/m 26-06-2021 | Hitnotering: 30-01-2021 t/m 26-06-2021 | Hitnotering: 30-01-2021 t/m 26-06-2021 | Hitnotering: 30-01-2021 t/m 26-06-2021 | Hitnotering: 30-01-2021 t/m 26-06-2021 | Hitnotering: 30-01-2021 t/m 26-06-2021 | Hitnotering: 30-01-2021 t/m 26-06-2021 |
| Week:                                  | 1                                      | 2                                      | 3                                      | 4                                      | 5                                      | 6                                      | 7                                      | 8                                      | 9                                      | 10                                     | 11                                     | 12                                     | 13                                     | 14                                     | 15                                     | 16                                     | 17                                     | 18                                     | 19                                     | 20                                     | 21                                     | 22                                     |                                        |
| -------------------------------------- | -------------------------------------- | -------------------------------------- | -------------------------------------- | -------------------------------------- | -------------------------------------- | -------------------------------------- | -------------------------------------- | -------------------------------------- | -------------------------------------- | -------------------------------------- | -------------------------------------- | -------------------------------------- | -------------------------------------- | -------------------------------------- | -------------------------------------- | -------------------------------------- | -------------------------------------- | -------------------------------------- | -------------------------------------- | -------------------------------------- | -------------------------------------- | -------------------------------------- | -------------------------------------- |
| Positie:                               | 38                                     | 30                                     | 22                                     | 18                                     | 15                                     | 13                                     | 12                                     | 11                                     | 11                                     | 7                                      | 9                                      | 12                                     | 13                                     | 15                                     | 16                                     | 17                                     | 19                                     | 22                                     | 23                                     | 27                                     | 29                                     | 34                                     | uit                                    |

### NederlandseSingle Top 100
| Hitnotering: 06-02-2021 t/m 28-08-2021 | Hitnotering: 06-02-2021 t/m 28-08-2021 | Hitnotering: 06-02-2021 t/m 28-08-2021 | Hitnotering: 06-02-2021 t/m 28-08-2021 | Hitnotering: 06-02-2021 t/m 28-08-2021 | Hitnotering: 06-02-2021 t/m 28-08-2021 | Hitnotering: 06-02-2021 t/m 28-08-2021 | Hitnotering: 06-02-2021 t/m 28-08-2021 | Hitnotering: 06-02-2021 t/m 28-08-2021 | Hitnotering: 06-02-2021 t/m 28-08-2021 | Hitnotering: 06-02-2021 t/m 28-08-2021 | Hitnotering: 06-02-2021 t/m 28-08-2021 | Hitnotering: 06-02-2021 t/m 28-08-2021 | Hitnotering: 06-02-2021 t/m 28-08-2021 | Hitnotering: 06-02-2021 t/m 28-08-2021 | Hitnotering: 06-02-2021 t/m 28-08-2021 | Hitnotering: 06-02-2021 t/m 28-08-2021 |
| Week:                                  | 1                                      | 2                                      | 3                                      | 4                                      | 5                                      | 6                                      | 7                                      | 8                                      | 9                                      | 10                                     | 11                                     | 12                                     | 13                                     | 14                                     | 15                                     | 16                                     |
| -------------------------------------- | -------------------------------------- | -------------------------------------- | -------------------------------------- | -------------------------------------- | -------------------------------------- | -------------------------------------- | -------------------------------------- | -------------------------------------- | -------------------------------------- | -------------------------------------- | -------------------------------------- | -------------------------------------- | -------------------------------------- | -------------------------------------- | -------------------------------------- | -------------------------------------- |
| Positie:                               | 55                                     | 33                                     | 26                                     | 14                                     | 13                                     | 17                                     | 19                                     | 18                                     | 13                                     | 15                                     | 15                                     | 12                                     | 13                                     | 18                                     | 19                                     | 24                                     |
| Week:                                  | 17                                     | 18                                     | 19                                     | 20                                     | 21                                     | 22                                     | 23                                     | 24                                     | 25                                     | 26                                     | 27                                     | 28                                     | 29                                     | 30                                     |                                        |                                        |
| Positie:                               | 28                                     | 22                                     | 20                                     | 26                                     | 30                                     | 33                                     | 38                                     | 53                                     | 57                                     | 61                                     | 76                                     | 77                                     | 86                                     | 97                                     | uit                                    |                                        |

### VlaamseUltratop 50
| Hitnotering: 30-01-2021 t/m 31-07-2021 | Hitnotering: 30-01-2021 t/m 31-07-2021 | Hitnotering: 30-01-2021 t/m 31-07-2021 | Hitnotering: 30-01-2021 t/m 31-07-2021 | Hitnotering: 30-01-2021 t/m 31-07-2021 | Hitnotering: 30-01-2021 t/m 31-07-2021 | Hitnotering: 30-01-2021 t/m 31-07-2021 | Hitnotering: 30-01-2021 t/m 31-07-2021 | Hitnotering: 30-01-2021 t/m 31-07-2021 | Hitnotering: 30-01-2021 t/m 31-07-2021 | Hitnotering: 30-01-2021 t/m 31-07-2021 | Hitnotering: 30-01-2021 t/m 31-07-2021 | Hitnotering: 30-01-2021 t/m 31-07-2021 | Hitnotering: 30-01-2021 t/m 31-07-2021 | Hitnotering: 30-01-2021 t/m 31-07-2021 |
| Week:                                  | 1                                      | 2                                      | 3                                      | 4                                      | 5                                      | 6                                      | 7                                      | 8                                      | 9                                      | 10                                     | 11                                     | 12                                     | 13                                     | 14                                     |
| -------------------------------------- | -------------------------------------- | -------------------------------------- | -------------------------------------- | -------------------------------------- | -------------------------------------- | -------------------------------------- | -------------------------------------- | -------------------------------------- | -------------------------------------- | -------------------------------------- | -------------------------------------- | -------------------------------------- | -------------------------------------- | -------------------------------------- |
| Positie:                               | 37                                     | 35                                     | 38                                     | 22                                     | 27                                     | 17                                     | 20                                     | 15                                     | 16                                     | 13                                     | 16                                     | 13                                     | 11                                     | 15                                     |
| Week:                                  | 15                                     | 16                                     | 17                                     | 18                                     | 19                                     | 20                                     | 21                                     | 22                                     | 23                                     | 24                                     | 25                                     | 26                                     | 27                                     |                                        |
| Positie:                               | 20                                     | 16                                     | 21                                     | 32                                     | 33                                     | 31                                     | 33                                     | 43                                     | 44                                     | 48                                     | 50                                     | 42                                     | 45                                     | uit                                    |